# Ereptonema fimbriatum
Ereptonema fimbriatum är en rundmaskart som beskrevs av Anderson 1966. Ereptonema fimbriatum ingår i släktet Ereptonema och familjen Plectidae. Inga underarter finns listade i Catalogue of Life.